# Чиста Україна
«Чи́ста Украї́на» — ненасильницький громадянський рух в Україні, що брав участь у Революції на траві, Помаранчевій революції та інших подіях.

## Опис
Активісти руху давали широке визначення того, чим є «Чиста Україна». Зокрема вони характеризували її як рух нового покоління, громадянський рух, демократичний рух, патріотичний рух і антирежимний рух самозахисту громадян. Вказували, що «Чиста Україна» захищає права звичайних громадян. Об'єднує —  людей, які пов'язують свою долю із долею своєї країни та здатні до конкретних дій для її добра. Активісти руху вважали, що «Чиста Україна» наслідує завдання та ідеалізм учасників руху за незалежність України і Революції на граніті та громадянського руху опору «Україна без Кучми».

## Мета
Активісти «Чистої України» до подій Помаранчевої революції поставили за мету своєї діяльності усунути від влади в Україні президента Леоніда Кучму та прем'єр-міністра Віктора Януковича.

## Спосіб діяльності
«Чиста Україна» діяла на принципах ненасильницького спротиву. Активісти вказували, що порушенням закону і насиллю з боку влади рух протиставляв лише дії в рамках закону.

## Діяльність
Рух «Чиста Україна» брав участь у Революції на траві, зокрема в акціях протесту та поширеннях агітпродукції.
Перед та під час Помаранчевої революції «Чиста Україна» ініціювала, брала участь або долучалася до організації студентських страйків і акцій у різних містах України. За даними активістів і ЗМІ, цього періоду рух діяв спільно із кампаніями «Студентська хвиля» і «Пора!» (чорною), рухом «Спротив» тощо.
Рух готував і видавав посібники для офіційних спостерігачів та журналістів на президентських виборах 2004 року.
Також «Чиста Україна» проводила інші локальні акції.

## Переслідування
Влітку-восени 2004 року, під час діяльності в рамках Революції на траві, активістів «Чистої України» затримували правоохоронці, переважно за поширення агітпродукції. Також траплялися побиття активістів міліцією.
«Чиста Україна» стала однією із громадських рухів, який потрапив під облави правоохоронних органів України в жовтні 2004 року. 27 жовтня активістів руху разом з іншими активітами затримали під час акції в Полтаві. В кінці місяця також з'явилось повідомлення, що до Львова прибули чи-то бандити, чи-то міліціонери, завданням яких було ізолювати, бити або ліквідовувати громадських активістів, зокрема членів «Чистої України».

## Відомі активісти
- Медуниця Олег Вячеславович[17]